# Municipio de Bowman (Misuri)
El municipio de Bowman (en inglés: Bowman Township) es un municipio ubicado en el condado de Sullivan en el estado estadounidense de Misuri. En el año 2010 tenía una población de 395 habitantes y una densidad poblacional de 2,82 personas por km².

## Geografía
El municipio de Bowman se encuentra ubicado en las coordenadas 40°9′44″N 93°16′49″O / 40.16222, -93.28028. Según la Oficina del Censo de los Estados Unidos, el municipio tiene una superficie total de 140.32 km², de la cual 139,21 km² corresponden a tierra firme y (0,79 %) 1,11 km² es agua.

## Demografía
Según el censo de 2010, había 395 personas residiendo en el municipio de Bowman. La densidad de población era de 2,82 hab./km². De los 395 habitantes, el municipio de Bowman estaba compuesto por el 93,92 % blancos, el 0,76 % eran afroamericanos, el 1,77 % eran amerindios, el 2,53 % eran de otras razas y el 1,01 % eran de una mezcla de razas. Del total de la población el 3,29 % eran hispanos o latinos de cualquier raza.